# Cmentarz wojenny nr 180 – Tarnowiec
Cmentarz wojenny nr 180 – Tarnowiec  – austriacki cmentarz wojenny z okresu I wojny światowej wybudowany przez Oddział Grobów Wojennych C. i K. Komendantury Wojskowej w Krakowie na terenie jego okręgu VI Tarnów.
Nekropolia znajduje się w położonej na południe od Tarnowa miejscowości Tarnowiec przy drodze z Tarnowa do Tuchowa. Powstała wokół kapliczki z XIX w. Otoczona jest kamiennym murem, przy którego północnej części znajduje się drewniany krzyż z daszkiem, stanowiący centralny pomnik.
W dwóch grobach zbiorowych i 35 pojedynczych pochowano tu 5 żołnierzy austro-węgierskich i 34 rosyjskich.
Na kapliczce umieszczono tablicę z rosyjskojęzyczną inskrypcją:
МЫ ЛУЦШІЕ ДУШИ ПОРЫВЫ

ОТЦИЗНѢ ОТДАЕМЪ.

ВОИНЫ ! ВЫ ПАЛИ ГЕРОЙСКОЙ

СМЕРТЬЮ ВЬРНЫЕ ДО ГРОБА.
W tłumaczeniu na język polski: Najpiękniejsze duszy porywy oddajemy ojczyźnie. Żołnierze! Polegliście bohaterską śmiercią wierni po grób.
Cmentarz zaprojektował Heinrich Scholz.